# LiMux

Logo

LiMux is een Linuxproject van de gemeente München. Het project stelt 15.000 werkplekken beschikbaar die werken onder Linux samen met de achterliggende IT zoals servers en programma's. Deze IT-infrastructuur werkte voorheen met Windows NT 4.0 en Microsoft Office. De eerste migratie vond plaats in juni 2004 en eindigde in eind 2008. Het is een van de grotere projecten waarin opensourcesoftware de propriëtaire software vervangt. De afdeling AG Usability (bruikbaarheid) van het project ondervraagt gebruikers om verbeteringen te bereiken. Tegen eind 2012 zouden er 12.000 computers op Linux werken. Eind 2013 werd het project afgesloten met 15.000 computers die gemigreerd werden naar Linux.
De naam LiMux is een samenstelling uit Linux en München.
Mogelijk is een succesvolle operatie reden voor andere overheden om ook een dergelijke stap te zetten. Wenen had een soortgelijk project, Wienux opgezet. Het project in Wenen is inmiddels stopgezet. Verder ontwikkelt ook de gemeente Amsterdam een Linuxversie. Ook is er een soortgelijk project in Saragossa opgezet.

## Geschiedenis
Aanleiding voor het project was de aankondiging van Microsoft dat de support voor Windows NT eind 2003 zou ophouden. München liet daarop een voorstudie doen naar de mogelijke inrichting van haar IT-landschap, bezien vanuit drie gezichtspunten: economie, techniek en strategie. De onderzochte inrichtingen waren van volledig Microsoft enerzijds tot volledig open source anderzijds:
- Windows XP + Microsoft Office 2003
- Windows XP + OpenOffice.org
- Linux + OpenOffice.org
- Linux + OpenOffice.org + Windows-emulatie
- Linux + OpenOffice.org + Terminalserver

De voorstudie had als uitkomst over het geheel een gelijke stand tussen de twee besturingssystemen. De gemeenteraad besloot op grond van het strategisch gezichtspunt te kiezen, het gezichtspunt waarin open source een voordeel toonde vanwege de producentonafhankelijkheid. Het besluit hield in dat de voorkeur aan open source zou worden gegeven. Daarbij werd tevens besloten dat alle toekomstige applicaties webgebaseerd moesten zijn, zodat de sterke koppeling tussen bedrijfssysteem (servers), officetoepassingen en specifieke software zou wegvallen.
In de winter van 2003 reisde Steve Ballmer, directeur van Microsoft, naar München voor een gesprek met burgemeester Christian Ude, om de nadelen van de verandering te benadrukken.

## Tijdlijn
- 2004 (juni): Na een jaar van voorbereidingen en pilottesten is besloten om de softwareverhuizing te laten beginnen op 1 juli.[3]
- 2004 (augustus): het project wordt tijdelijk op een laag pitje gezet, omwille van onzekerheden betreffende softwarepatenten.[4]
- 2006 (september): de eerste testfase van LiMux loopt af[5]. Vanaf 19 september 2006 werd begonnen met de vervanging van Windows door een aangepaste versie van Debian met KDE en OpenOffice.org. De installatie van software geschiedt automatisch door FAI.
- 16 mei 2007: burgemeester Strobl nam het certificaat van TÜV IT in ontvangst voor het IT-project.[6]
- 2011 (december): De gemeente München heeft afgelopen jaar 9000 van de 15.000 werkplekken naar zijn zelf ontwikkelde LiMux-client gemigreerd. Daarmee loopt het project voor op schema.[7]
- 2012 (oktober): München verkiest LibreOffice boven OpenOffice vanwege de levende gebruikersgemeenschap en de betere uitwisselbaarheid van code[8] (de broncode van LibreOffice is GPL-gelicenseerd).
- 2013 (december): het project is afgerond. Er werden 15.000 computers gemigreerd naar Linux.[1]

## Migratie naar OpenOffice.org
De migratie naar OpenOffice.org (OOo) is ingezet nog voordat Windows was afgedankt, omdat OOo ook werkt op Windows. Hiervoor werd een aparte tool ontwikkeld, "Eierlegenden WollMux" geheten. Dit is een applicatie, geschreven in Java, die communiceert met OpenOffice.org via de UNO-interface. WollMux vervangt Microsoft Officeprogramma's, zoals:
- Opmaak briefhoofd
- Formulieren
- Tekstondersteuning bij het opstellen van documenten
- Opmaak en verspreiding

In 2012 werd beslist om OpenOffice te vervangen door LibreOffice.

## Trivia
- Sinds augustus 2006 heeft de dierentuin van München een levende mascotte: de koningspinguïn GoniMux. De pinguïn symboliseert Tux, de mascotte van Linux.[9]